# Ganggrab von Qualitz
Das Ganggrab von Qualitz ist ein nord-süd orientiertes, 1966 von Ewald Schuldt ausgegrabenes und rekonstruiertes Ganggrab in einem runden Rollsteinhügel. mit der Sprockhoff-Nr. 371. Die Anlage entstand zwischen 3500 und 2800 v. Chr. als Megalithanlage der Trichterbecherkultur (TBK).
Die Anlage befindet sich in Baumgarten-Qualitz bei Bützow im Landkreis Rostock in Mecklenburg-Vorpommern auf einem Feld, nördlich des Feldweges (Ausbau) zwischen den Orten Katelbogen und Qualitz unter einem Baum. Etwa 130 m weiter nordöstlich befindet sich in einer auffälligen Baumgruppe das Großsteingrab von Katelbogen.
Von der etwa 11,5 m langen (der längsten ausgegrabenen Kammer in Mecklenburg), 1,4 m hohen und 2,5 m breiten Kammer des Großsteingrabes sind alle etwa 20 Trag- und sechs Decksteine erhalten, während alle Steine des im Osten gelegenen lateral mittig ansetzenden Ganges fehlen. Zwei der Decksteine haben fünf bzw. 122 Schälchen. Die archäologische Untersuchung ergab, dass die Anlage durch die Träger der Einzelgrabkultur und der Kugelamphorenkultur nachgenutzt worden ist.
Neben Holzkohle, menschlichen Knochen und 38 Scherben fanden sich sieben Klingen, sechs Querschneider, drei Bernsteinperlen, zwei Flachbeile, zwei Schüsseln, ein weitmündiges Gefäß, eine Sandsteinscheibe, ein hoher Topf, eine Trichterschale, ein Einzelgrabbecher sowie ein dicknackiges Beil.

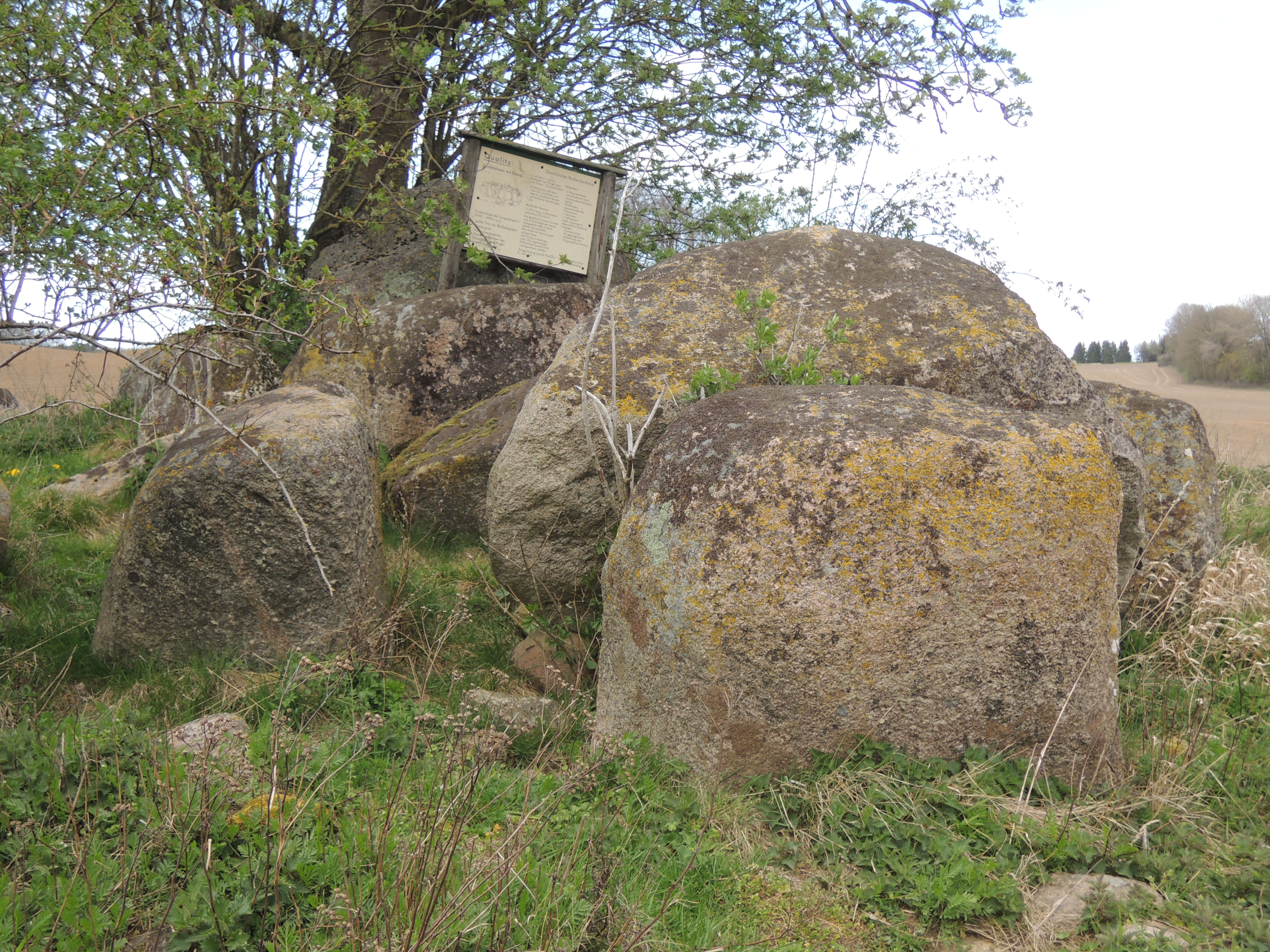
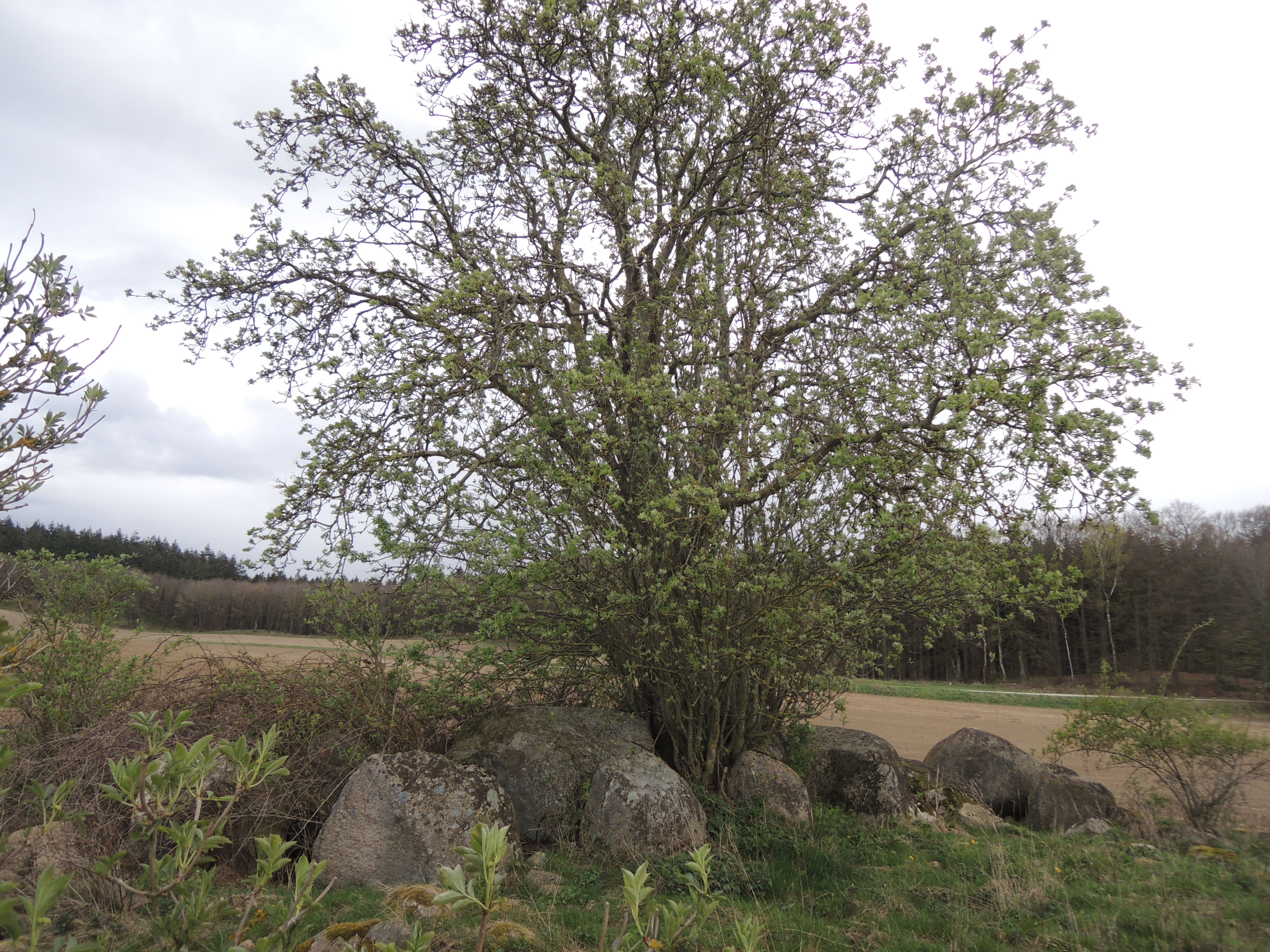
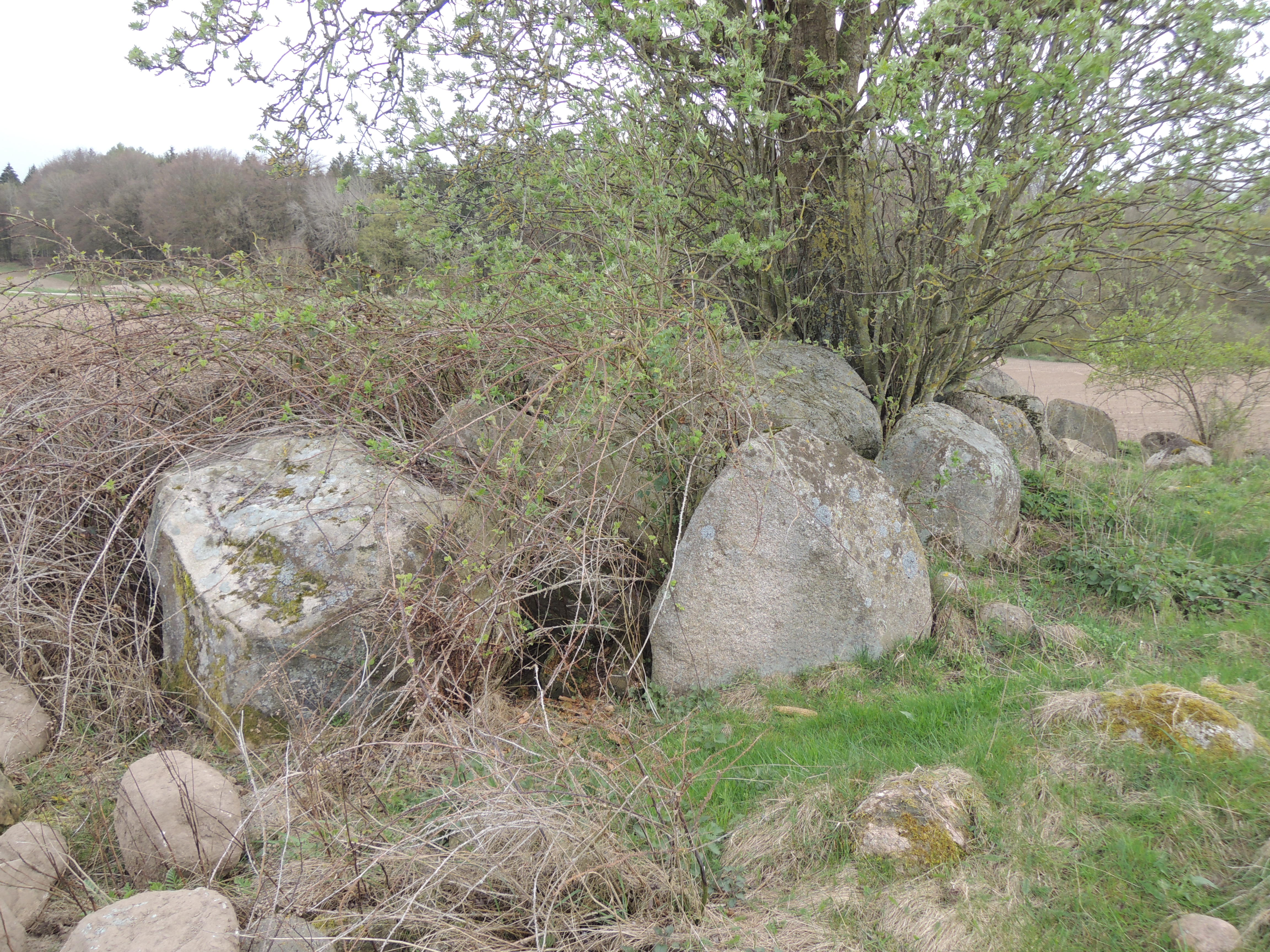
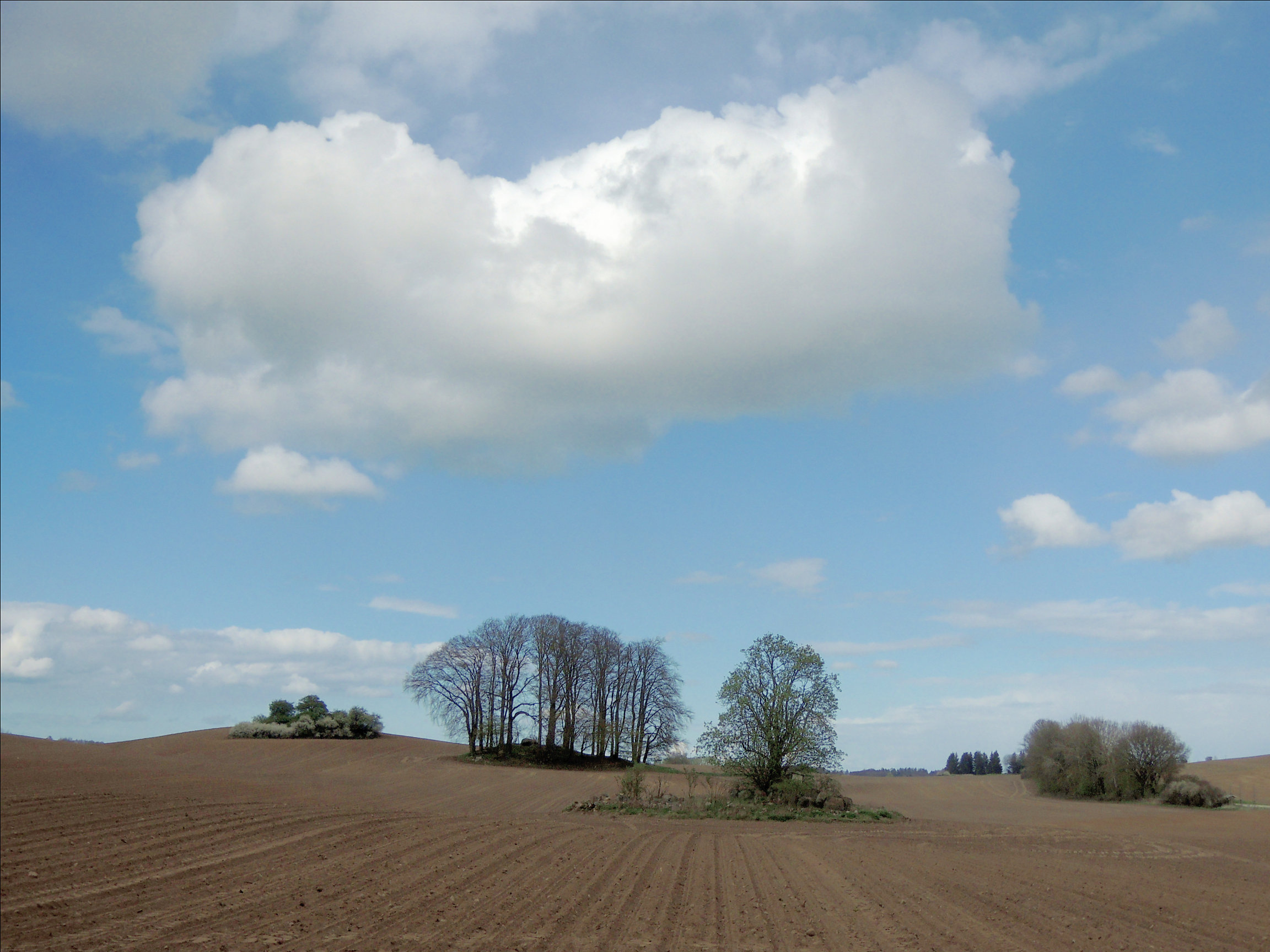
Gräber Katelbogen und Qualitz